# Hammett-zuurfunctie
De Hammett-zuurfunctie (aangeduid met het symbool H0) is een maat voor zuurgraad en wordt gebruikt voor zeer geconcentreerde sterke zuren, waaronder superzuren. De maat werd voorgesteld door organische scheikundige Louis Plack Hammett. Het is de bekendste zuurfunctie die de Brønsted-Lowryzuurgraad uitbreidt tot na de pH-schaal.
In zeer geconcentreerde oplossingen zijn eenvoudige benaderingen van de zuurgraad niet meer geldig vanwege variaties in de activiteitscoëfficiënten. De Hammett-zuurfunctie wordt gebruikt in gebieden als fysische organische chemie voor de studie van zuur-gekatalyseerde reacties.

## Definitie
De Hammett-zuurfunctie kan de pH-schaal in zeer geconcentreerde oplossingen vervangen. De functie wordt gedefinieerd met de vergelijking
{\displaystyle H_{0}={\mbox{p}}K_{{\ce {BH^+}}}+\log {\frac {{\ce {[B]}}}{{\ce {[BH^+]}}}}}
waarin log(x) de briggse logaritme is van x en pKBH+ de -log (K) is voor de dissociatie van BH+, wat op diens beurt het geconjugeerde zuur van een zeer zwakke base B is, met een zeer negatieve waarde voor pKBH+.

## Voorbeelden
H0 voor verschillende geconcentreerde zuren:
- Fluorantimoonzuur (1990): −31,3
- Magisch zuur (1974): −19,2
- Carboraanzuur (1969): −18,0
- Fluorsulfonzuur (1944): −15,1
- Trifluormethaansulfonzuur (1940): −14,1
- Chloorsulfonzuur (1978): -12,78
- Zwavelzuur: −12,0